# Hans Heinrich Denzler
Pour les articles homonymes, voir Denzler.
Hans Heinrich Denzler est un ingénieur et géodésien suisse, né le 27 février 1814 à Nänikon (commune d’Uster) et mort à Berne le 25 janvier 1876.

## Biographie
Protestant d’Uster et d’Eglisau, il est le fils de Hans Jakob Denzler, secrétaire baillival d’Eglisau. Il épouse en 1859 Margaretha Aeschlimann.
Hans Heinrich Denzler effectue sa scolarité à Greifensee et à Eglisau, puis intègre le technicum de Zurich auprès de Karl Graeffe, maître de mathématiques. Il est instituteur à Horgen de 1832 à 1835, puis précepteur à Nyon de 1835 à 1837 et maître secondaire à Uster de 1837 à 1841.
Dès 1843, il s’occupe de la triangulation du canton de Zurich avec Johannes Eschmann et Johannes Wild. Il est ingénieur en chef du levé topographique du canton de Berne de 1854 à 1862, chef du bureau topographique bernois de 1862 à 1866, puis directeur du cadastre du canton de Soleure de 1866 à 1873.
En tant que membre fondateur de la Commission géodésique suisse lors de sa création en 1861, il calcula et dirigea la nouvelle triangulation des Alpes.